# A·勞倫斯·羅威爾
A·勞倫斯·羅威爾（Abbott Lawrence Lowell，1856年12月13日—1943年1月6日），美國的教育家和法律學者，1908至1909年擔任美國政治學會主席，1909至1933年擔任哈佛大学校长。